# Lophocolea longiflora
Lophocolea longiflora là một loài Rêu trong họ Lophocoleaceae. Loài này được Hampe ex Gottsche mô tả khoa học đầu tiên năm 1864.